# Hekatoncheiren

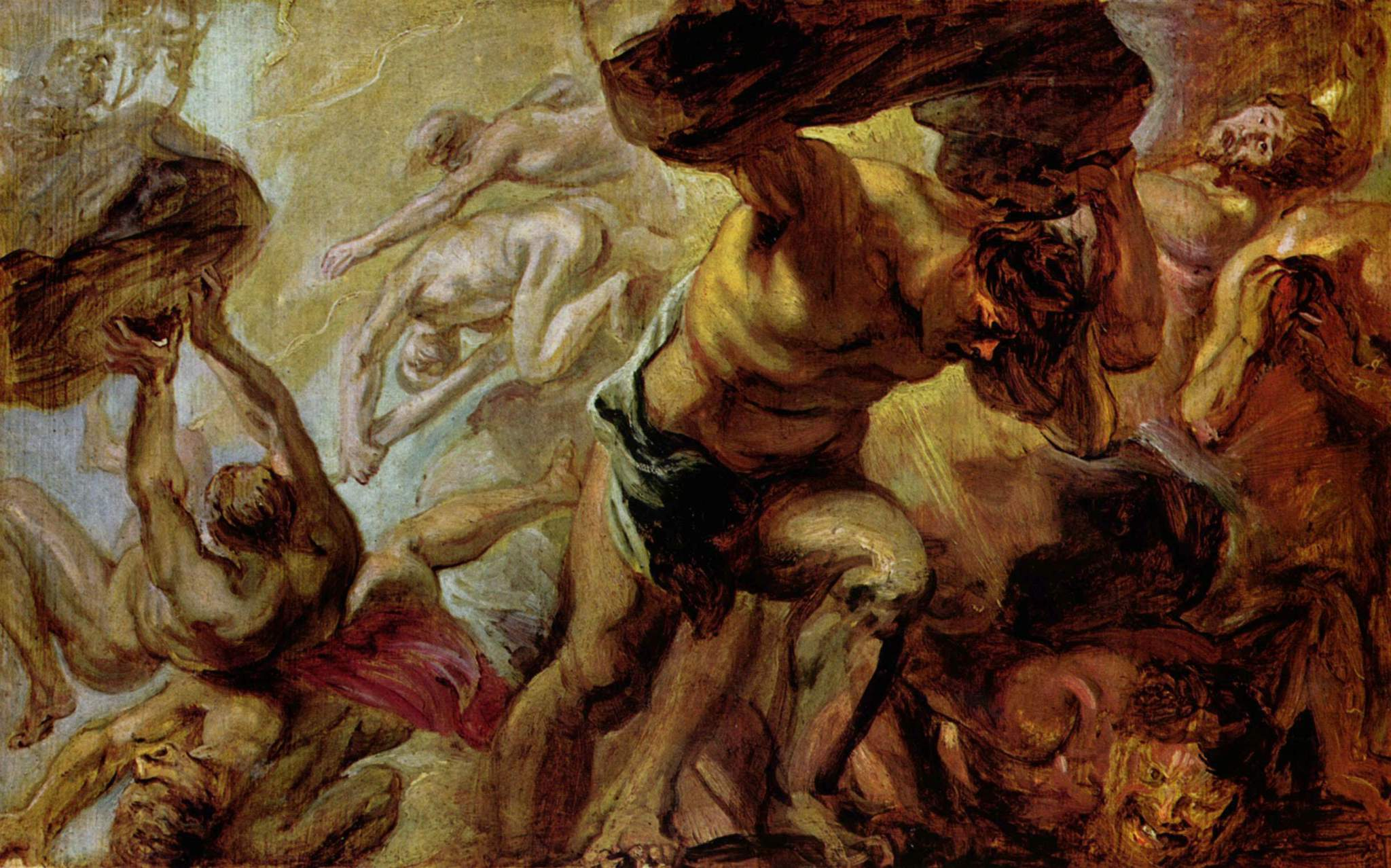
Die Titanen brechen unter den von den Hekatoncheiren geschleuderten Felsbrocken zusammen (Der Sturz der Titanen von Peter Paul Rubens, 1637–1638, Musée Royaux des Beaux Arts, Brüssel)

Die Hekatoncheiren (altgriechisch Ἑκατόγχειρες Hekatóncheires, deutsch ‚Hunderthänder‘, lateinisch Centimani, aus ἑκατόν hekatón, deutsch ‚hundert‘, und χείρ cheír, deutsch ‚Hand, Arm‘) sind Gestalten der griechischen Mythologie, drei riesenhafte Söhne des Uranos und der Gaia. Jeder von ihnen hat 50 Köpfe und 100 Hände.
Ihre Namen sind Briareos (Βριάρεως Briáreōs; auch Obriareos), Gyges (Γύγης Gýgēs; auch Gyes) und Kottos (Κόττος Kóttos). Wesentliche Quelle für den Mythos ist die Theogonie des Hesiod.
Ihr Vater Uranos hasste die Hekatoncheiren von Anfang an und verbarg sie sofort nach ihrer Geburt an einem finsteren Ort in der Erde, wohin niemals das Sonnenlicht drang. Ihre Mutter litt unter dem ungerechten Schicksal der Söhne und stiftete ihre anderen Kinder aus dem Titanengeschlecht an, ihren Vater mit einer Sichel aus Adamant zu kastrieren, unter den Titanen war aber nur Kronos zu dieser Tat bereit.
Aus dem Gefängnis unter der Erde am Rande der Welt wurden die Hekatoncheiren aber erst von Zeus, dem Sohn des Kronos, befreit. Zeus und seine Geschwister kämpften nämlich seit 10 Jahren einen nicht zu entscheidenden Krieg gegen die anderen Titanen (siehe Titanomachie). Gaia aber hatte geweissagt, dass mit Hilfe der Hekatoncheiren Zeus den Sieg erringen könnte. Zeus befreite also die Hekatoncheiren aus dem Erebos, gab ihnen Nektar zu trinken und Ambrosia zu essen, wodurch sie nach der langen Gefangenschaft ihre Riesenkräfte wieder zu voller Entfaltung brachten und gestärkt in den Kampf gegen die Gegner des Zeus zogen. Unter dem Angriff der Hundertarmigen brachen die Titanen zusammen: Briareos, Gyges und Kottos türmten 300 Felsen aufeinander und begruben die Titanen darunter. Die Besiegten wurden gefesselt und in den Tartaros verbannt, die Hekatoncheiren aber wurden zu ihren Wächtern bestellt. Briareos erhielt zudem von Poseidon die Hand seiner Tochter Kymopolea, die ihm die Nymphe Oiolyke gebar.
Briareos wird auch mit Aigaion (Αἰγαίων Aigaíōn) identifiziert, so bei Vergil und in den Fasten des Ovid. Diese Gleichsetzung findet sich schon bei Homer, der im ersten Gesang schreibt, dass Briareos nur von den Göttern so genannt werde, dass die Menschen ihn aber Aigaion nennen, da er den Vater an Stärke überrage. Er sei so mächtig gewesen, dass selbst Götter sich scheuten, ihm entgegenzutreten: Als einst sich Hera, Poseidon und Athene verschworen hatten, Zeus zu überwältigen und zu fesseln, rief Thetis den Briareos auf den Olymp, der sich neben Zeus setzte:
Dieser nun saß bei Kronion dem Donnerer, freudigen Trotzes.

Drob erschraken die Götter, und scheuten sich, jenen zu fesseln.